# Prima assemblea nazionale di Epidauro

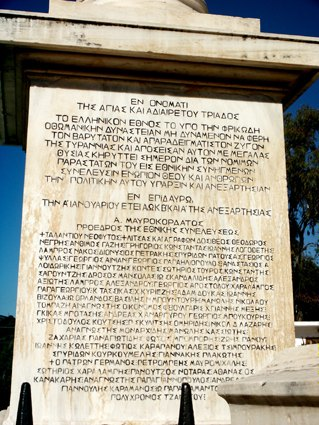
Memoriale col testo della Dichiarazione d'Indipendenza Greca siglata il 1º gennaio 1822 alla Prima assemblea nazionale di Epidauro.

La Prima assemblea nazionale di Epidauro (in greco Α΄ Εθνοσυνέλευση Επιδαύρου?, 1821–1822) fu il primo incontro dell'Assemblea nazionale greca dopo gli eventi dell'indipendenza nazionale.

## Storia

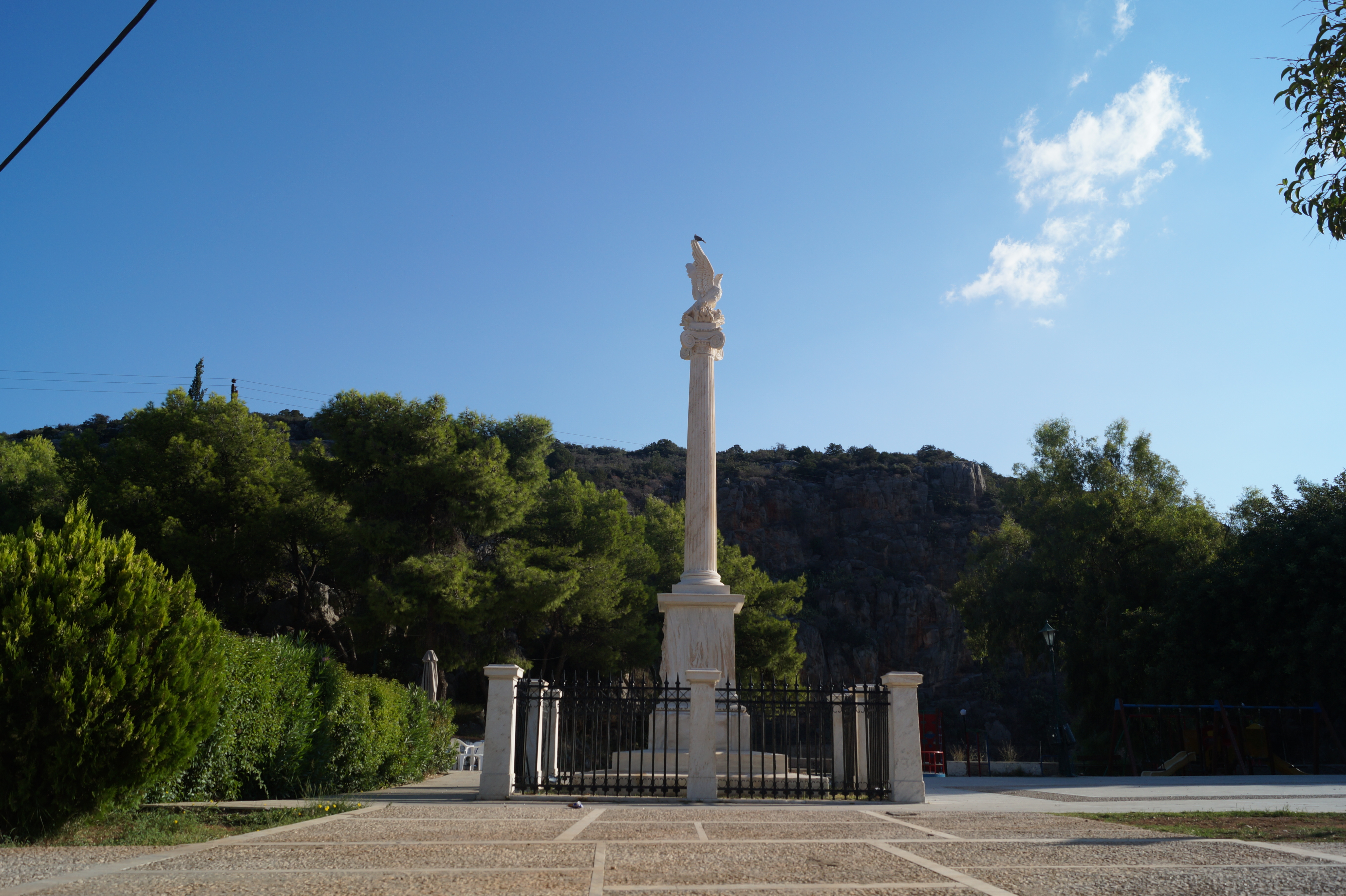
Il monumento

L'assemblea venne aperta nel dicembre del 1821 a Piada (attuale Nea Epidauros). All'assemblea presero parte i rappresentanti distribuiti a livello regionale che avevano preso parte alla rivoluzione contro il governo ottomano.
La maggioranza dei rappresentanti erano notabili locali e uomini del clero provenienti dal Peloponneso, dalla Grecia centrale e dalle isole. Inoltre, vi erano diversi fanarioti e accademici. Diversi rivoluzionari di spicco come Alessandro Ypsilanti e generali erano assenti. Dei 59 rappresentanti all'assemblea, 20 erano proprietari terrieri, 13 armatori, 12 intellettuali, 4 capi militari, 3 arcipreti, 3 mercanti e 4 appartenenti ad altre categorie.
L'assemblea nel corso della riunione approvò diversi documenti importanti tra cui:
- Il governo provvisorio della Grecia (Προσωρινό Πολίτευμα της Ελλάδος), talvolta tradotto come Costituzione temporanea della Grecia (o più comunemente Costituzione greca del 1822), che includeva anche la dichiarazione d'indipendenza ufficiale[2]

L'assemblea elesse i cinque membri dell'esecutivo il 15 gennaio 1822, presieduti dal principe Alexandros Mavrocordatos. L'esecutivo, a sua volta, nominò i primi 8 ministri di governo.
La prima legislatura contò 33 membri.

## Elenco dei delegati
Grecia orientale (inclusa Tessaglia e Macedonia)
- Lambros Alexandrou
- Alexandros Axiotis
- Georgios Ainian
- Adam Doukas
- Sotiris Douros
- Anthimos Gazis
- Grigorios Konstantas
- Giannoutsos Kontes
- Ioannis Logothetis
- Drosos Mansolas
- Ioannis Skandalidis
- Theoklitos Farmakidis
- Theodoros Negris
- Zacharias Panagiotidis
- Georgios Papailiopoulos
- Konstantinos Sapountzis
- Christoforos Perraivos

Idra, Spetses, Psara
- Dimitrios Voulgaris
- Francescos Voulgaris
- Dimitrios Papanikolis
- Konstantinos Kanaris
- Ioannis Orlandos
- Iakovos Tombazis
- Emmanouil Tombazis
- Geōrgios Kountouriōtīs
- Andreas Vokos Miaoulis

Peloponneso
- Athanasios Kanakarīs
- Theodoros Kolokotronis
- Germanos III of Old Patras
- Georgios Mavromichalis
- Dimitris Plapoutas
- Panoutsos Notaras
- Petrobey Mavromichalis
- Kyriakoulis Mavromichalis
- Konstantinos Mavromichalis
- Anagnostis Deligiannis
- Sotiris Charalambis
- Andreas Zaimīs
- Ioannis Papadiamantopoulos

Grecia occidentale
- Dimitrios Makris
- Alexandros Mavrokordatos
- Ioannis Kolettis
- Fotos Bomporis, come "rappresentante dei Sulioti"

Altri
- Georgios Apostolou
- Markos Botsaris
- Kitsos Tzavelas
- Theophilos Kairis
- Asimakis Fotilas
- Kostas Botsaris
- Vincenzo Gallina
- Christodoulos Koutsis
- Beniamino di Lesbo
- Zois Panou
- Dimitrios Panourgias
- Charalambos Papageorgiou
- Georgios Karaiskakis
- Papaflessas
- Dionysios Petrakis
- Giannakis Plakotis
- Anastasios Polyzoidis
- Georgios Psyllas
- Neophytos Vamvas
- Nikolaos Vilaetis
- Demetrios Ypsilantis